# Merikare
Merikare, fornegyptisk kung, den siste medlemmen av Egyptens tionde dynasti vars maktbas var staden Herakleopolis. Merikare (ca. 2050 f.Kr.) instrueras av sin far och företrädare, Kheti, i en litterär text benämnd "Lära för Merikare" vilken har kallats för en forntida furstespegel.